# Future (Band)
Future war eine kurzlebige italienische Popband aus Rom.

## Bandgeschichte
Die Band formierte sich in den 1980er-Jahren und bestand aus Antonella Colomba (bürgerlich Antonella Gaudenzillo), Massimiliano Spurio, Davide Spurio, Gian Luca Tilesi und Pietro Paolo Di Filippo. 1985 trat Future das erste Mal beim Musikfestival von Castrocaro in Erscheinung. Zwei Jahre später ging die Gruppe mit dem Lied Briciole di pane in der Newcomer-Kategorie des Sanremo-Festivals 1987 ins Rennen und konnte den dritten Platz erreichen. Nach dieser positiven Aufnahme durch das große Publikum kehrte Future schon 1988 nach Sanremo zurück, erneut in der Newcomer-Kategorie. Diesmal gelang der Band mit Canta con noi, an dem u. a. Mino Reitano als Songwriter beteiligt war, der Sieg. Im Anschluss erschien das gleichnamige Debütalbum.
Ursprünglich war vorgesehen, dass Future mit diesem Sieg einen festen Startplatz in der Hauptkategorie des Festivals 1989 erhalten sollten, doch nach einem Wechsel in der Festivalorganisation wurde der Band diese Chance verwehrt. So kehrte sie 1990 mit Ti dirò ein drittes Mal in der Newcomer-Kategorie zurück. Bald danach geriet die Gruppe in Vergessenheit und löste sich auf.

## Diskografie
Alben
- 1988 – Canta con noi (Alpharecord, AR-3127)

Singles
- 1987 – Briciole di pane (Alpharecord, AR-3004)
- 1988 – Canta con noi (Alpharecord, AR-3007)
- 1989 – La legge / Non ti tradire mai (Alpharecord, AR-3012)
- 1990 – Ti dirò (Alpharecord, AR-3015)

## Belege
1. 1 2  Davide Martini: Che fine hanno fatto: 1) I Future. In: Guide.supereva.it. März 2010, abgerufen am 20. Juli 2019 (italienisch).